# Esclavage au cinéma

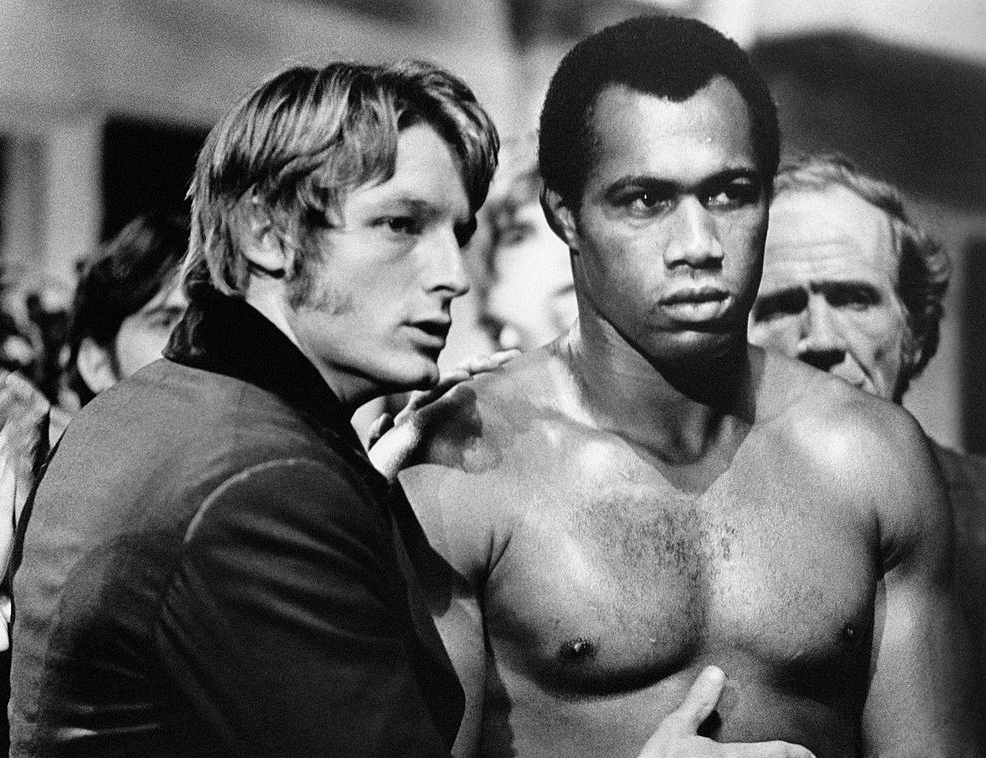
Perry King et Ken Norton sur le tournage du film Mandingo (1975).

La première évocation de l'esclavage au cinéma remonte à 1903 avec La Case de l'oncle Tom, d'Edwin S. Porter, qui donne la figure de l'esclave sympathique et dévoué à son maître. Premier grand succès du cinéma, Naissance d'une nation, de D.W. Griffith fige en 1915 l'imagerie raciste du Noir servile et en préfigure la vision nostalgique donnée dans Autant en emporte le vent, de Victor Fleming (1939),.   

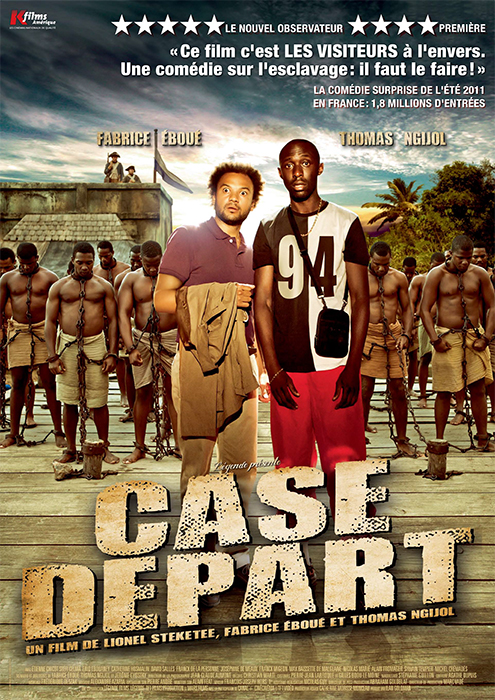
Affiche du film Case départ (2011).

L'Esclave libre, de Raoul Walsh (1957), en prend le contrepied bien que son héroïne soit encore une Blanche à qui l'on découvre des origines afro-américaines. La traite transatlantique n'est évoquée qu'en 1969 avec Slaves, d'Herbert J. Biberman, puis dans la foulée du mouvement des droits civiques, la cruauté de l'esclavage est exposée dans Mandingo de Richard Fleischer (1975). La Blaxploitation s'empare de la thématique avec The Soul of Nigger Charley, de Fred Williamson (1972) dans une vision revancharde.  
Glory, d'Edward Zwick (1989), et Amistad, de Steven Spielberg (1997), connaissent le succès dans une veine consensuelle avec leurs héros blancs. Depuis 2012, plusieurs films donnent la vedette à des héros noirs comme Django Unchained, de Quentin Tarantino, Lincoln, de nouveau de Steven Spielberg, et Free State of Jones (2016), de Gary Ross.
Suit également Twelve Years a Slave (2012), par le cinéaste noir britannique Steve McQueen, qui est basé sur l'histoire vraie de Solomon Northup — dont le récit publié en 1853 se vendit à 30.000 exemplaires — un homme noir né libre enlevé en 1841 par des négriers et réduit en esclavage en Louisiane pendant 12 ans.
En 2016 sort le film The Birth of a Nation, du réalisateur afro-américain Nate Parker.

## Liste des films traitant de l'esclavage
Le tableau suivant liste les films, les téléfilms et les films documentaires qui traite de la question de l'esclavage,.
| Année | Titre original                                                                             | Titre en français (si différent)       | Format        | Genre                    | Réalisateur                                   | Acteurs                                                                 | Pays                                                | Livre                                                    | Auteur                                 |  |
| ----- | ------------------------------------------------------------------------------------------ | -------------------------------------- | ------------- | ------------------------ | --------------------------------------------- | ----------------------------------------------------------------------- | --------------------------------------------------- | -------------------------------------------------------- | -------------------------------------- |  |
| 1903  | Uncle Tom's Cabin                                                                          | La Case de l'oncle Tom                 | court-métrage | drame                    | Edwin S. Porter, Siegmund Lubin               |                                                                         | États-Unis                                          | La Case de l'oncle Tom                                   | Harriet Beecher Stowe                  |  |
| 1910  | Uncle Tom's Cabin                                                                          | La Case de l'oncle Tom                 | court-métrage | drame                    | James Stuart Blackton, Barry O'Neil           |                                                                         | États-Unis                                          | La Case de l'oncle Tom                                   | Harriet Beecher Stowe                  |  |
| 1910  | Uncle Tom's Cabin                                                                          | La Case de l'oncle Tom                 | film muet     | drame                    | James Stuart Blackton                         |                                                                         | États-Unis                                          | La Case de l'oncle Tom                                   | Harriet Beecher Stowe                  |  |
| 1913  | Uncle Tom's Cabin                                                                          | La Case de l'oncle Tom                 | court-métrage | drame                    | Sidney Olcott                                 |                                                                         | États-Unis                                          | La Case de l'oncle Tom                                   | Harriet Beecher Stowe                  |  |
| 1913  | Uncle Tom's Cabin                                                                          | La Case de l'oncle Tom                 | muet          | drame                    | Otis Turner                                   |                                                                         | États-Unis                                          | La Case de l'oncle Tom                                   | Harriet Beecher Stowe                  |  |
| 1914  | Uncle Tom's Cabin                                                                          | La Case de l'oncle Tom                 | film muet     | drame                    | William Robert Daly                           | Sam Lucas, Hattie Delaro, Irving Cummings                               | États-Unis                                          | La Case de l'oncle Tom                                   | Harriet Beecher Stowe                  |  |
| 1914  | The Slavery of Foxicus                                                                     |                                        | court-métrage | comédie                  | Marshall Neilan                               | Marshall Neilan, Ruth Roland, Harris L. Forbes                          | États-Unis                                          |                                                          |                                        |  |
| 1918  | Uncle Tom's Cabin                                                                          | La Case de l'oncle Tom                 | film muet     | drame                    | J. Searle Dawley                              | Frank Losee, Marguerite Clark, Sam Hardy                                | États-Unis                                          | La Case de l'oncle Tom                                   | Harriet Beecher Stowe                  |  |
| 1919  | Uncle Tom Without a Cabin                                                                  |                                        | court-métrage | comédie                  | Edward F. Cline, Ray Hunt                     | Ben Turpin, Marie Prevost, Heinie Conklin                               | États-Unis                                          |                                                          |                                        |  |
| 1927  | Uncle Tom's Cabin                                                                          | La Case de l'oncle Tom                 | film muet     | drame, historique        | Harry A. Pollard                              | Margarita Fischer, James B. Lowe, George Siegmann                       | États-Unis                                          | La Case de l'oncle Tom                                   | Harriet Beecher Stowe                  |  |
| 1927  | Gulzar                                                                                     |                                        | film muet     |                          | Nanubhai B. Desai                             | Yakub, Jani Babu, Mallika, Mani                                         | Inde                                                |                                                          |                                        |  |
| 1931  | Ghulam Nu Patan                                                                            |                                        |               |                          | Shyam Sundar Agarwal                          |                                                                         | Inde                                                |                                                          |                                        |  |
| 1936  | Anthony Adverse                                                                            | Marchand d'esclaves                    | film          | drame                    | Mervyn LeRoy                                  | Fredric March, Olivia de Havilland, Donald Woods                        | États-Unis                                          | Anthony Adverse                                          | Hervey Allen                           |  |
| 1937  | Slave Ship                                                                                 | Le Dernier Négrier                     | film          | drame                    | Tay Garnett                                   | Warner Baxter, Wallace Beery, Elizabeth Allan                           | États-Unis                                          |                                                          |                                        |  |
| 1937  | Souls at Sea                                                                               | Âmes à la mer                          | film          | historique drame         | Henry Hathaway                                | Gary Cooper, George Raft, Frances Dee                                   | États-Unis                                          |                                                          |                                        |  |
| 1945  | O Cortiço                                                                                  |                                        | film          | drame                    | Luiz de Barros                                | Horacina Corrêa, Manoel Vieira, Colé Santana                            | Brésil                                              | O Cortiço                                                | Aluísio Azevedo                        |  |
| 1947  | Slave Girl                                                                                 | La Belle Esclave                       | film          | aventure                 | Charles Lamont                                | Yvonne De Carlo, George Brent, Broderick Crawford                       | États-Unis                                          |                                                          |                                        |  |
| 1949  | A Escrava Isaura                                                                           |                                        | film          | drame                    | Eurides Ramos                                 | Fada Santoro, Graça Mello, Déa Selva                                    | Brésil                                              | L'Esclave Isaura                                         | Bernardo Guimarães                     |  |
| 1953  | Spartaco                                                                                   | Spartacus                              | film          | drame                    | Riccardo Freda                                | Massimo Girotti, Ludmila Tcherina, Yves Vincent                         | France Italie                                       |                                                          |                                        |  |
| 1957  | Band of Angels                                                                             | L'Esclave libre                        | film          | drame                    | Raoul Walsh                                   | Clark Gable, Yvonne De Carlo, Sidney Poitier                            | États-Unis                                          | Band of Angels                                           | Robert Penn Warren                     |  |
| 1958  | Tamango                                                                                    |                                        | film          | drame                    | John Berry                                    | Curd Jürgens, Dorothy Dandridge, Roger Hanin                            | France Italie                                       | Tamango                                                  | Prosper Mérimée                        |  |
| 1960  | Spartacus                                                                                  |                                        | film          | historique péplum        | Stanley Kubrick                               | Kirk Douglas, Laurence Olivier, Jean Simmons                            | États-Unis                                          |                                                          |                                        |  |
| 1960  | Giuseppe venduto dai fratelli                                                              | L'Esclave du pharaon                   | film          | historique péplum        | Irving Rapper, Luciano Ricci                  | Geoffrey Horne, Robert Morley, Belinda Lee                              | Italie Yougoslavie                                  |                                                          |                                        |  |
| 1962  | Il figlio di Spartacus                                                                     | Le Fils de Spartacus                   | film          | péplum                   | Sergio Corbucci                               | Steve Reeves, Gianna Maria Canale, Claudio Gora                         | Italie                                              |                                                          |                                        |  |
| 1963  | Ganga Zumba                                                                                |                                        | film          | historique drame         | Carlos Diegues                                | Antonio Pitanga, Léa Garcia                                             | Brésil                                              | Ganga Zumba                                              | João Felicio dos Santos                |  |
| 1965  | Onkel Toms Hütte                                                                           | La Case de l'oncle Tom                 | film          | drame                    | Géza von Radványi                             | O.W. Fischer, Mylène Demongeot, Herbert Lom                             | France Italie Allemagne de l'Ouest Yougoslavie      | La Case de l'oncle Tom                                   | Harriet Beecher Stowe                  |  |
| 1967  | Cimarrón                                                                                   |                                        | court-métrage | documentaire             | Sergio Giral                                  |                                                                         | États-Unis Cuba                                     |                                                          |                                        |  |
| 1969  | Queimada                                                                                   |                                        | film          | drame                    | Gillo Pontecorvo                              | Marlon Brando, Evaristo Márquez                                         | Italie France                                       |                                                          |                                        |  |
| 1969  | Slaves                                                                                     | Esclaves                               | film          | drame                    | Herbert J. Biberman                           | Dionne Warwick, Ossie Davis, Stephen Boyd                               | États-Unis                                          |                                                          |                                        |  |
| 1971  | Addio zio Tom                                                                              | Les Négriers                           | film          | drame, mondo             | Gualtiero Jacopetti, Franco Prosperi          |                                                                         | Italie                                              |                                                          |                                        |  |
| 1971  | Skin Game                                                                                  |                                        | film          | comédie, drame           | Paul Bogart, Gordon Douglas                   | James Garner, Louis Gossett Jr., Susan Clark                            | États-Unis                                          |                                                          |                                        |  |
| 1974  | Alma no Olho                                                                               | L'Âme dans l’œil                       | court-métrage | documentaire             | Zózimo Bulbul                                 |                                                                         | Brésil                                              |                                                          |                                        |  |
| 1975  | El otro Francisco                                                                          | L'autre Francisco                      | film          | drame                    | Sergio Giral                                  | Miguel Benavides, Alina Sánchez, Ramón Veloz                            | Cuba                                                |                                                          |                                        |  |
| 1975  | The Fight Against Slavery                                                                  | Les mains noires : procès de l'esclave | mini-série    | historique, drame        | Christopher Ralling                           | Evan Jones, David Collings                                              | Royaume-Uni                                         |                                                          |                                        |  |
| 1975  | Mandingo                                                                                   |                                        | film          | action                   | Richard Fleischer                             | James Mason, Susan George, Perry King, Ken Norton                       | États-Unis                                          | Mandingo                                                 | Kyle Onstott                           |  |
| 1976  | La última cena                                                                             | La Dernière Cène                       | film          | drame                    | Tomás Gutiérrez Alea                          | Nelson Villagra, Silvano Rey                                            | Cuba                                                |                                                          |                                        |  |
| 1976  | Xica da Silva                                                                              |                                        | film          | comédie                  | Carlos Diegues                                | Zezé Motta, Walmor Chagas                                               | Brésil                                              | Memórias do Distrito de Diamantina                       | João Felicio dos Santos                |  |
| 1976  | Uncle Tom's Cabin                                                                          | La Case de l'oncle Tom                 | film          | drame                    | Al Adamson                                    |                                                                         | États-Unis                                          | La Case de l'oncle Tom                                   | Harriet Beecher Stowe                  |  |
| 1976  | Isaura                                                                                     |                                        | série         | drame                    | Gilberto Braga                                | Lucélia Santos, Rubens de Falco                                         | Brésil                                              | L'Esclave Isaura                                         | Bernardo Guimarães                     |  |
| 1977  | Roots                                                                                      | Racines                                | mini-série    | drame historique         | Chomsky, Erman, Greene et Moses               | LeVar Burton, John Amos, Madge Sinclair, Louis Gossett Jr.              | États-Unis                                          | Racines                                                  | Alex Haley                             |  |
| 1978  | Ceddo                                                                                      |                                        | film          | drame                    | Ousmane Sembène                               | Tabata Ndiaye, Moustapha Yade                                           | Sénégal                                             |                                                          |                                        |  |
| 1978  | O Cortiço                                                                                  |                                        | film          | drame                    | Francisco Ramalho Jr.                         | Armando Bógus, Betty Faria, Mário Gomes                                 | Brésil                                              | O Cortiço                                                | Aluísio Azevedo                        |  |
| 1978  | Slavers                                                                                    |                                        |               |                          | Jürgen Goslar                                 | Trevor Howard, Ron Ely, Britt Ekland, Ken Gampu                         | Allemagne de l'Ouest                                |                                                          |                                        |  |
| 1979  | Maluala                                                                                    |                                        | film          | drame                    | Sergio Giral                                  | Samuel Claxton, Miguel Navarro, Roberto Blanco                          | États-Unis Cuba                                     |                                                          |                                        |  |
| 1982  | A House Divided : Denmark Vesey's Rebellion                                                |                                        | téléfilm      | historique drame         | Stan Lathan                                   | Yaphet Kotto, Ned Beatty, Bernie Casey                                  | États-Unis                                          |                                                          |                                        |  |
| 1984  | Quilombo                                                                                   |                                        | film          | historique, drame        | Carlos Diegues                                | Zezé Motta, João Nogueira, Grande Otelo                                 | Brésil France                                       | Ganga Zumba, Palmares                                    | João Felicio dos Santos, Décio Freitas |  |
| 1984  | Solomon Northup's Odyssey (a.k.a. Half Slave, Half Free)                                   |                                        | téléfilm      | historique drame         | Gordon Parks                                  | Avery Brooks, Loretta Greene, Joe Seneca                                | États-Unis                                          | Douze ans d'esclavage                                    | Solomon Northup                        |  |
| 1985  | Chico Rei (pt)                                                                             |                                        | film          | drame                    | Walter Lima Jr.                               | Othon Bastos, Haroldo de Oliveira, Chico Diaz                           | Brésil Allemagne de l'Ouest                         | Romanceiro da Inconfidência                              | Cecília Meireles                       |  |
| 1985  | Charlotte Forten's Mission : Experiment in Freedom                                         |                                        | film          | historique drame         | Barry Crane                                   | Mary Alice, Ned Beatty, Carla Borelli                                   | États-Unis                                          |                                                          |                                        |  |
| 1985  | White Slavery                                                                              |                                        | film          | drame                    | Lino Brocka                                   | Sarsi Emmanuelle, Emily Loren, Jaclyn Jose                              | Philippines                                         |                                                          |                                        |  |
| 1985  | Schiave bianche : violenza in Amazzonia                                                    | L'Esclave blonde                       | film          | aventure, drame, horreur | Mario Gariazzo                                | Elvire Audray, Will Gonzales, Andrea Coppola                            | Italie                                              |                                                          |                                        |  |
| 1987  | Uncle Tom's Cabin                                                                          | La Case de l'oncle Tom                 | téléfilm      | drame                    | Stan Lathan                                   | Avery Brooks, Kate Burton, Bruce Dern                                   | États-Unis                                          | La Case de l'oncle Tom                                   | Harriet Beecher Stowe                  |  |
| 1988  | Abolição                                                                                   |                                        | mini-série    | drame                    | Walter Avancini                               | Ângela Correa, Luiz Antônio Pilar, Léa Garcia                           | Brésil                                              |                                                          |                                        |  |
| 1988  | Abolição                                                                                   |                                        | film          | documentaire             | Zozimo Bulbul                                 |                                                                         | Brésil                                              |                                                          |                                        |  |
| 1988  | Axé                                                                                        |                                        |               | documentaire             | Maria Angelica Lemos, Marcia Meireles         |                                                                         | Brésil                                              |                                                          |                                        |  |
| 1989  | Glory                                                                                      |                                        | film          | historique drame         | Edward Zwick                                  | Matthew Broderick, Denzel Washington, Morgan Freeman                    | États-Unis                                          |                                                          |                                        |  |
| 1989  | Mestizo                                                                                    |                                        | film          | drame                    | Mario Handler                                 |                                                                         | Venezuela                                           |                                                          |                                        |  |
| 1989  | O negro no Brasil                                                                          |                                        |               | documentaire             | Lúcia Murat                                   |                                                                         | Brésil                                              | O negro no Brasil                                        | Júlio José Chiavenato                  |  |
| 1990  | Roots of Resistance : The Story of the Underground Railroad                                |                                        |               | documentaire             | Orlando Bagwell                               |                                                                         | États-Unis                                          |                                                          |                                        |  |
| 1991  | Daughters of the Dust                                                                      |                                        | film          | comédie dramatique       | Julie Dash                                    | Cora Lee Day, Barbara O. Jones, Trula Hoosier                           | États-Unis Royaume-Uni                              |                                                          |                                        |  |
| 1992  | Siméon                                                                                     |                                        |               | film                     | musical fantastique                           | Euzhan Palcy                                                            |                                                     | France                                                   |                                        |  |
| 1992  | La Controverse de Valladolid                                                               |                                        | téléfilm      | drame historique         | Jean-Daniel Verhaeghe                         | Jean-Pierre Marielle, Jean-Louis Trintignant, Jean Carmet               | France                                              | Controverse de Valladolid                                |                                        |  |
| 1993  | Sankofa                                                                                    |                                        | film          | drame                    | Hailé Gerima                                  | Kofi Ghanaba                                                            | États-Unis Ghana Burkina Faso Royaume-Uni Allemagne |                                                          |                                        |  |
| 1993  | Candombe                                                                                   |                                        | court-métrage | drame                    | Rafael Deugenio                               |                                                                         | Uruguay                                             |                                                          |                                        |  |
| 1994  | Frederick Douglas: When the Lion Wrote History                                             |                                        | téléfilm      | drame                    | Orlando Bagwell                               | Alfre Woodard                                                           | États-Unis                                          |                                                          |                                        |  |
| 1995  | Human Behavior                                                                             |                                        | court-métrage | documentaire             | Flavio Leandro                                |                                                                         | Brésil                                              |                                                          |                                        |  |
| 1995  | Asientos                                                                                   |                                        | film          | documentaire             | François Woukoache                            |                                                                         | Cameroun                                            |                                                          |                                        |  |
| 1995  | The Journey of August King (en)                                                            | Les chemins de la liberté              | film          | drame                    | John Duigan                                   | Jason Patric, Thandiwe Newton, Larry Drake                              | États-Unis                                          | The Journey of August King                               | John Ehle                              |  |
| 1996  | Les Caprices d'un fleuve                                                                   |                                        | film          | drame historique         | Bernard Giraudeau                             | Bernard Giraudeau, Richard Bohringer, Aissatou Sow                      | France                                              |                                                          |                                        |  |
| 1996  | Nightjohn (en)                                                                             |                                        | téléfilm      | drame                    | Charles Burnett                               | Beau Bridges, Carl Lumbly, Bill Cobbs                                   | États-Unis                                          | Nightjohn                                                | Gary Paulsen                           |  |
| 1996  | Slavery & Freedom                                                                          |                                        | court-métrage |                          |                                               |                                                                         |                                                     |                                                          |                                        |  |
| 1997  | Amistad                                                                                    |                                        | film          | drame, historique        | Steven Spielberg                              | Morgan Freeman, Anthony Hopkins, Djimon Hounsou, Matthew McConaughey    | États-Unis                                          |                                                          |                                        |  |
| 1997  | Through the Door of No Return                                                              |                                        | film          | documentaire             | Shirikiana Aina                               |                                                                         | États-Unis                                          |                                                          |                                        |  |
| 1997  | Ill Gotten Gains (en)                                                                      |                                        | film          | drame                    | Joel B. Marsden                               | Djimon Hounsou, Akosua Busia, De'aundre Bonds                           | États-Unis                                          |                                                          |                                        |  |
| 1998  | Beloved                                                                                    |                                        | film          | drame                    | Jonathan Demme                                | Oprah Winfrey, Danny Glover, Thandie Newton                             | États-Unis                                          | Beloved                                                  | Toni Morrison                          |  |
| 1998  | Africans In America : America's Journey Through Slavery                                    |                                        | mini-série    | documentaire             | Noland Walker                                 | Angela Bassett, Jeremy Rabb                                             | États-Unis                                          |                                                          |                                        |  |
| 1998  | A Son of Africa                                                                            |                                        | court-métrage | biopic historique        | Alrick Riley                                  | Stuart Hall, Ian Duffield                                               | Royaume-Uni                                         | The Interesting Narrative of the Life of Olaudah Equiano | Olaudah Equiano                        |  |
| 1998  | Sucre amer                                                                                 |                                        | film          | drame, historique        | Christian Lara                                | Jean-Michel Martial, Robert Liensol, Anne-Marie Philipe                 | France Guadeloupe                                   |                                                          |                                        |  |
| 1999  | A Slave of Love                                                                            |                                        | téléfilm      |                          | John Badenhorst                               | Chantell Stander, Zorina Malick, Joanie Combrink                        | Afrique du Sud                                      |                                                          |                                        |  |
| 2000  | Los Palenqueros                                                                            |                                        | film          | documentaire             | Sidiki Bakaba, Blaise N'Djehoya               |                                                                         | Colombie Côte d'Ivoire France                       |                                                          |                                        |  |
| 2000  | Adanggaman                                                                                 |                                        | film          | drame                    | Roger Gnoan Mbala                             | Rasmane Ouédraogo, Albertine N'Guessan, Ziablé Honoré Goore Bi          | Côte d'Ivoire, Suisse                               |                                                          |                                        |  |
| 2000  | Passage du milieu                                                                          |                                        | film          | drame documentaire       | Guy Deslauriers                               | Djimon Hounsou, Maka Kotto                                              | France Martinique                                   |                                                          |                                        |  |
| 2000  | Age of Slavery                                                                             |                                        | film          | documentaire             | Steven J. Anderson                            |                                                                         | États-Unis                                          |                                                          |                                        |  |
| 2004  | C.S.A. : The Confederate States of America (en)                                            |                                        | film          | comédie drame guerre     | Kevin Willmott                                | Rupert Pate, Evamarii Johnson, Larry Peterson                           | États-Unis                                          |                                                          |                                        |  |
| 2004  | Isaura                                                                                     |                                        | série         | drame                    | Herval Rossano                                | Bianca Rinaldi, Théo Becker, Leopoldo Pacheco                           | Brésil                                              | L'Esclave Isaura                                         | Bernardo Guimarães                     |  |
| 2005  | 500 Years Later (en)                                                                       |                                        | film          | documentaire             | Owen 'Alik Shahadah                           | Maulana Karenga, Francis Cress Welsing, Paul Robeson Jr.                | Royaume-Uni, États-Unis                             |                                                          |                                        |  |
| 2005  | Quanto Vale ou É por Quilo ? (pt)                                                          |                                        | film\| drame  | Sérgio Bianchi           | Ana Carbatti, Cláudia Mello, Herson Capri     | Brésil                                                                  |                                                     |                                                          |                                        |  |
| 2005  | Slavery and the Making of America (en)                                                     |                                        | série         | documentaire             | William R. Grant                              | Morgan Freeman                                                          | États-Unis                                          |                                                          |                                        |  |
| 2005  | The Slavery Business                                                                       |                                        | mini-série    | documentaire             |                                               | Cara Bamford, Anthony Howell                                            | Royaume-Uni                                         |                                                          |                                        |  |
| 2006  | 1802 l'épopée guadeloupéenne                                                               |                                        | film          | documentaire             | Christian Lara                                | Luc Saint-Éloy, Jean-Michel Martial, Philippe Le Mercier                | France Guadeloupe                                   |                                                          |                                        |  |
| 2006  | Amazing Grace                                                                              |                                        | film          | biopic drame historique  | Michael Apted                                 | Ioan Gruffudd, Romola Garai, Benedict Cumberbatch                       | Royaume-Uni, États-Unis                             |                                                          |                                        |  |
| 2006  | Modern-Day Slavery                                                                         |                                        | court-métrage | documentaire             | Michael Schwartz                              |                                                                         | États-Unis                                          |                                                          |                                        |  |
| 2007  | Trade                                                                                      | Trade : Les trafiquants de l'ombre     | film          | thriller                 | Marco Kreuzpaintner                           | Kevin Kline, Cesar Ramos, Paulina Gaitan                                | Allemagne, États-Unis                               | The Girls Next Door                                      | Peter Landesman                        |  |
| 2007  | Capitalism: Slavery                                                                        | Capitalisme : Esclavage                | court-métrage | animation                | Ken Jacobs                                    |                                                                         | États-Unis                                          |                                                          |                                        |  |
| 2007  | Child Slavery with Rageh Omaar                                                             |                                        | téléfilm      | documentaire             | Richard Alwyn                                 | Rageh Omaar                                                             | Royaume-Uni                                         |                                                          |                                        |  |
| 2007  | Britain's Slavery Secrets                                                                  |                                        | téléfilm      | film historique          | ?                                             |                                                                         | Royaume-Uni                                         |                                                          |                                        |  |
| 2007  | Tropiques amers                                                                            |                                        | mini-série    | Film historique          | Jean-Claude Barny                             | Fatou N'Diaye, Jean-Michel Martial, Jean-Claude Adelin                  | Martinique, France                                  |                                                          |                                        |  |
| 2007  | Les Mariées de l'isle Bourbon                                                              |                                        | téléfilm      | film historique          | Euzhan Palcy                                  | Jean-Yves Berteloot Sara Martins Cécile Cassel William Nadylam          | France                                              |                                                          |                                        |  |
| 2008  | Les Esclaves oubliés                                                                       |                                        | téléfilm      | documentaire             | Antoine Vitkine                               |                                                                         | France                                              |                                                          |                                        |  |
| 2009  | Moderne slavery                                                                            |                                        | film          | documentaire             | Tina Davis, Thomas Robsahm                    |                                                                         | Norvège Finlande                                    |                                                          |                                        |  |
| 2009  | Punctured Hope : A Story About Trokosi and the Young Girls' Slavery in Today's West Africa |                                        | film          | drame                    | Bruno Pischiutta                              | Belinda Siamey, Ruffy Samuel Quansah, Joyce Akagbo                      | Canada                                              |                                                          |                                        |  |
| 2009  | Le Diable noir                                                                             |                                        | téléfilm      | biopic documentaire      | Claude Ribbe                                  | Stany Coppet, Aimé Césaire et Patrice-Flora Praxo                       | Guadeloupe France                                   | Le Diable noir                                           | Claude Ribbe                           |  |
| 2010  | Black Hands - Trial of the Arsonist Slave                                                  | Les mains noires                       | film          | documentaire             | Tetchena Bellange                             | Ayana O'Shun, Franck Sylvestre, Sonia Gadbois                           | Québec                                              |                                                          |                                        |  |
| 2010  | At the End of Slavery                                                                      |                                        | court-métrage | documentaire             | Ted Haddock                                   | Danny Glover                                                            | ?                                                   |                                                          |                                        |  |
| 2011  | Case départ                                                                                |                                        | film          | comédie                  | Lionel Steketee, Fabrice Éboué, Thomas Ngijol | Fabrice Éboué, Thomas Ngijol, Stéfi Celma                               | France                                              |                                                          |                                        |  |
| 2011  | La Route des abolitions                                                                    |                                        | film          | documentaire             | Alain Maline                                  |                                                                         | France                                              |                                                          |                                        |  |
| 2012  | Slavery by Another Name                                                                    |                                        | téléfilm      | documentaire             | Samuel D. Pollard                             | Laurence Fishburne, Turron Kofi Alleyne, Michael Bacon                  | États-Unis                                          | Slavery by Another Name                                  | Douglas A. Blackmon                    |  |
| 2012  | Django Unchained                                                                           |                                        | film          | western spaghetti        | Quentin Tarantino                             | Jamie Foxx, Christoph Waltz, Leonardo DiCaprio                          | États-Unis                                          |                                                          |                                        |  |
| 2012  | Lincoln                                                                                    |                                        | film          | historique               | Steven Spielberg                              | Daniel Day-Lewis, Sally Field, Tommy Lee Jones                          | États-Unis                                          | Team of Rivals: The Political Genius of Abraham Lincoln  | Doris Kearns Goodwin                   |  |
| 2012  | Toussaint Louverture                                                                       |                                        | téléfilm      | biopic historique        | Philippe Niang                                | Jimmy Jean-Louis, Aïssa Maïga, Arthur Jugnot                            | France                                              |                                                          |                                        |  |
| 2013  | Twelve Years a Slave                                                                       |                                        | film          | drame, historique        | Steve McQueen                                 | Chiwetel Ejiofor, Michael Fassbender, Lupita Nyong'o                    | États-Unis Royaume-Uni                              | Douze ans d'esclavage                                    | Solomon Northup                        |  |
| 2014  | Freedom (en)                                                                               |                                        | film          | drame, historique        | Steve McQueen                                 | Chiwetel Ejiofor, Michael Fassbender, Lupita Nyong'o                    | États-Unis                                          |                                                          |                                        |  |
| 2015  | Aferim !                                                                                   |                                        | film          | drame historique         | Radu Jude                                     | Teodor Corban, Mihai Comănoiu, Cuzin Toma                               | Roumanie Bulgarie France Tchéquie                   |                                                          |                                        |  |
| 2015  | Madame Desbassayns                                                                         |                                        | film          | documentaire             | William Cally                                 |                                                                         | France La Réunion                                   |                                                          |                                        |  |
| 2016  | Free State of Jones                                                                        |                                        | film          | drame historique         | Gary Ross                                     | Matthew McConaughey, Gugu Mbatha-Raw, Keri Russell                      | États-Unis Chine                                    |                                                          |                                        |  |
| 2016  | The Birth of a Nation                                                                      |                                        | film          | drame, historique        | Nate Parker                                   | Nate Parker, Armie Hammer, Mark Boone Junior                            | États-Unis                                          |                                                          |                                        |  |
| 2018  | Les Routes de l'esclavage                                                                  |                                        | mini-série    | documentaire historique  | Daniel Cattier, Juan Gélas, Fanny Glissant    |                                                                         | France                                              |                                                          |                                        |  |
| 2019  | Harriet                                                                                    |                                        | film          | biopic historique        | Kasi Lemmons                                  | Cynthia Erivo, Leslie Odom Jr., Joe Alwyn                               | États-Unis                                          |                                                          |                                        |  |
| 2021  | The Underground Railroad                                                                   |                                        | série         | historique               | Barry Jenkins                                 | Thuso Mbedu, Chase W. Dillon, William Jackson Harper                    | États-Unis                                          | Underground Railroad                                     | Colson Whitehead                       |  |
| 2022  | Alice                                                                                      | Alice : De l'esclavage à la liberté    | film          | drame, fantastique       | Krystin Ver Linden                            | Keke Palmer, Jonny Lee Miller, Common                                   | États-Unis                                          |                                                          |                                        |  |
| 2022  | Emancipation                                                                               |                                        | film          | historique               | Antoine Fuqua                                 | Will Smith, Ben Foster                                                  | États-Unis                                          |                                                          |                                        |  |
| 2022  | The Woman King                                                                             |                                        | film          | historique               | Gina Prince-Bythewood                         | Viola Davis, Thuso Mbedu, Lashana Lynch                                 | États-Unis Canada                                   |                                                          |                                        |  |
| 2024  | La Couleur de l'esclavage                                                                  |                                        | documentaire  | historique               | Patrick Baucelin                              |                                                                         | Martinique France                                   |                                                          |                                        |  |
| 2024  | Ni chaînes ni maîtres                                                                      |                                        | film          | historique, drame        | Simon Moutaïrou                               | Ibrahima Mbaye, Camille Cottin, Thiandoum Anna Diakhere, Benoît Magimel | Maurice (alors Île de France) France                |                                                          |                                        |  |
| 2024  | Banzo                                                                                      |                                        | film          | historique               | Margarida Cardoso (pt)                        | Carloto Cotta, Hoji Fortuna, Rúben Simões                               | Portugal, France, Pays-Bas                          |                                                          |                                        |  |
| 2025  | L'Affaire de l'esclave Furcy                                                               |                                        | film          | historique               | Abd al Malik                                  | Makita Samba, Romain Duris, Vincent Macaigne, Liya Kebede, Ana Girardot | La Réunion France                                   | L'Affaire de l'esclave Furcy                             | Mohammed Aïssaoui                      |  |